# Альгар-де-Меса
Альгар-де-Меса (ісп. Algar de Mesa) — муніципалітет в Іспанії, у складі автономної спільноти Кастилія-Ла-Манча, у провінції Гвадалахара. Населення — 54 особи (2010).
Муніципалітет розташований на відстані близько 170 км на північний схід від Мадрида, 120 км на північний схід від Гвадалахари.

## Демографія
Динаміка населення (INE ):

## Галерея зображень

Розташування муніципалітету у провінції Гвадалахара